# Стефания
Стефа́ния может означать:

## Имя
- Стефания — женское имя, производное от мужского имени Стефан (от др.-греч. Στέφανος — венок)[1]. Устаревшим вариантом является Стефана[2]. Производные: Стефа, Стеша, Фаня[2][1]. Именины — 24 ноября[3]. Известные носительницы:
  - Стефания (род. 1965) — принцесса Монако.
  - Стефания (род. 1984) — наследная великая герцогиня Люксембурга.

## Другие значения
- Стефания — род растений семейства луносемянниковые.
- (220) Стефания — астероид, открытый в 1881 году.
- Стефания — остров в Эгейском море.
- Стефания, или Чоу-Бахр, — озеро в Африке.